# Emballonura monticola
Emballonura monticola é uma espécie de morcego da família Emballonuridae. Pode ser encontrada na Indonésia, Malásia e Tailândia.